# Hazrat Khadija Jame-moskee
De Hazrat Khadija Jame-moskee is een moskee in de Portugese hoofdstad Lissabon. Het werd in 2022 geopend in de islamitische maand ramadan door een groep Bengaalse moslims. Er is een aparte gebedsruimte voor vrouwen voorzien.